# Esme Beringer
Pour les articles homonymes, voir Beringer.
Esme Beringer (née le 5 septembre 1875 et morte le 31 mars 1972) est une actrice britannique réputée pour son habileté en escrime.

## Biographie

### Jeunesse
Esme Beringer naît à Londres en 1875, fille d'Oscar Beringer, compositeur et Aimee Daniell Beringer, romancière et dramaturge. Sa petite sœur Vera est connue pour avoir été actrice enfant, et son frère Guy, journaliste, est à l’origine du mot brunch en 1895.

### Carrière
Elle fait sa première apparition sur scène en 1888 dans le rôle d’un homme, Dick Tipton, dans la pièce Little Lord Fountleroy, où il lui arrivait aussi de remplacer sa sœur dans le rôle principal. Son physique athlétique et son entraînement en escrime lui permettent de jouer des rôles d’hommes, notamment celui de Roméo en 1896, sa sœur Vera interprétant Juliette.
Esme Beringer étudie l’escrime historique avec Alfred Hutton, et rejoint vraisemblablement le Bartitsu club dont il fait partie. Aux côtés de Hutton et d’Egerton Castle, elle participe à des démonstrations historiques et donne des cours durant la Première guerre mondiale.
Après la guerre, elle joue des rôles plus shakespeariens, comme celui de Constance dans Le Roi Jean, avec Henry Baynton.
Elle meurt en 1972 à 96 ans.

## Théâtre
- 1896 : Roméo et Juliette de William Shakespeare : Roméo[5]
- 1890 : The Prince and the Pauper
- 1893 : Foreign Policy d’Arthur Conan Doyle
- 1893 : Bud and Blossom de Gertrude Elizabeth Blood
- 1893 : Three Wayfarers de Thomas Hardy
- 1893 : Bess
- 1893 : Hypatia
- 1896 : Gossip
- 1902 : Saviolo d’Egerton Castle
- 1905 : The Trifler
- 1908 : The Anarchist
- 1913 : The Blue Stockings[10]
- 1916 : Lucky Jim[11]

## Filmographie

### Cinéma
- 1917 : All the World's a Stage
- 1947 : L’Homme d’octobre de Roy Baker
- 1950 : Something in the City
- 1952 : Castle in the Air d’Henry Cass

### Télévision
- 1950 : Craven House
- 1952 : The Monster of Killoon de Geoffrey Kerr